# Rose et Noire (duo)
Pour les articles homonymes, voir Rose et Noir (homonymie).
Rose et Noire est un duo formé en 2001 par Marie Möör (textes et interprétation) et Laurent Chambert (musiques et images). À la suite de la sortie de trois disques dont deux albums avec le label Discordian Records, le projet évolue, se transforme et devient The Other Colors en 2007.

## Biographie résumée
« Veuve du mythique jazzman Barney Wilen, chantée par Christophe Bevilacqua (J’aime l’ennui, la Man) » Marie Möör développe une écriture singulière dans le paysage de la chanson française. Prosit, Masque d'Or « (qui n'est pas de Jean Louis Murat, avec qui Marie Möör a enregistré un album toujours inédit : Svoboda), Tout m'est égal, Le Sexe au bord de l'âme... quelques-uns des fleurons du catalogue » de l'auteur pour Bruno Bayon qui voit dans l'inspiration (Rose et noire) « des accents Sturm und Drang croisés de Spleen baudelairien ».
Laurent Chambert est artiste contemporain, il a fait des études de musique mais aussi d'arts plastiques et depuis 1990 il expose régulièrement sa production artistique. En 2001, il rencontre Marie Möör et lui propose l'écriture de plusieurs chansons associées à des performances.

## Origine du projet

### Performances
Le travail de collaboration entre les deux artistes est lancé avec l'écriture des textes, des musiques, l'interprétation vocale, la conception d'une mise en scène et des images pour une production « entre musique électronique et projections vidéo ». Six titres sont ainsi achevés et ils permettent autant de performances : Prosit, la première, est créée au Musée d'Art Moderne et Contemporain Les Abattoirs à Toulouse pour l'exposition Des œuvres à vivre en juin 2002. Ensuite, Tout m'est égal, au Centre national de la photographie à Paris. Puis, Le cœur pourri à l'École nationale supérieure d'art de Bourges en parallèle au Printemps de Bourges en avril 2003. Enfin, Je peins (ma vie de chien) au Centre d’art contemporain de Bretigny-sur-Orge pour l'exposition Phalanstère en octobre 2003 et Ce mal qui fait du bien avec N'importe qui sauf moi au Centre d'art contemporain, Le Rectangle, à Lyon en mai 2004.  

### Première sortie discographique
En mai 2003, le label grenoblois Discordian Records qui est distribué par EMI Music France sort le disque Quelque chose de nouveau (je veux) avec les six premiers titres et organise une tournée nationale des Forums FNAC. Dès la sortie du disque, Véronique Doussot dans Octopus, le supplément de la revue  Mouvement, évoque à son écoute « la sensation d'une étrange fascination ». 
En 2003, après Château Rouge à Annemasse, Rose et noire se produit en concert sur la scène du Nouveau Casino à Paris pour la soirée Popisme. De nombreuses dates suivront dans toute la France, Grenoble, Dijon, Tours, Toulouse, Marseille, etc.

## Rose et noire
Le premier album Rose et noire du groupe éponyme sort en novembre 2003. Il contient notamment la reprise de « quatre des six titres de Quelque chose de nouveau (je veux) » ainsi qu'une « mise en musique assez inattendue du poème Le Vin des Amants de Charles Baudelaire ». 
Un concert de lancement est organisé par le journal Libération au Zèbre, Paris, le 24 novembre 2003. Le disque fait partie de la sélection du journal : Nos albums de l'année, sorties musicales 2003. 
Fabrice Gaignault pour le magazine Marie Claire propose un portrait de Marie Möör en 5 raisons de découvrir : « Elle s'appelle Marie Möör avec deux trémas. Et met l'accent, dans Rose et noire, sur le spleen mortifère cher à Baudelaire ». L'album est disque de la semaine du 12 au 18 janvier 2004 sur Novaplanet. Dans le magazine anglais The Wire Chris Sharp ayant remarqué l'album publie ses impressions d'écoute : « Rose et noire is a succession of decadent, rhapsodic, romantic agonies... ». Ils enregistrent un live pour l'émission Chanson Boum d'Hélène Hazera sur France Culture en mai 2004. 
Cette même année sort un remix réalisé par Rose et noire sur le maxi Massive Hot Flesh de Sol Ixent, un projet de Marc Hurtado (Étant Donnés). Ils se produiront ensemble sur la scène du Triptyque, Soirée Rose et noire, à Paris le 5 juin 2004 (Rose et noire avec Marc Hurtado, Gilles Sivilotto et Christophe).

## Tracé dans le bleu
Le second album  Tracé dans le bleu sort en 2006. 
Yannick Blay recueille les propos du duo Rose et noire pour un entretien publié dans le magazine Elegy. Il s'interroge sur les nombreuses références au mouvement Dada, l'importance et l'influence de ce mouvement sur la musique et obtient la réponse : « Dada est né pour s'insurger contre l'absurdité de ce monde et le monde continue à être absurde. Dada nourrit notre imaginaire et le peuple de personnalités singulières : Tzara, Schwitters, Marcel Duchamp, Picabia, etc. ». Plus loin dans l'entretien est abordé la référence à Georges Bataille en raison des titres mais aussi de la couverture de l'album conçue par Franck Scurti et de la figure centrale de l'œil. Dans sa chronique dédiée à l'album, Yannick Blay précise : « Eros et Thanatos semblent se repousser comme des aimants inversés en se criant l'un l'autre la phrase célèbre de Picabia : Eros c'est la vie. ». Le titre Rose c'est la vie figure sur la compilation qui accompagne le magazine. 
Pour Violaine Schütz dans une chronique pour Trax, l'album est « un disque ambigu, coloré et étrange ».

## Tout m'est égal, excepté
En 2006, Marie Möör interprète a cappella le titre Tout m'est égal, excepté de l'album Rose et noire avec la musique diffusée par son téléphone et pour une performance diffusée sur Arte dans l'émission Die Nacht / La Nuit.
Tout m'est égal est joué dans une version longue le 10 novembre 2010 avec Bertrand Burgalat au Centre Pompidou dans le cadre d'un événement conçu par le cinéaste Serge Bozon et Pascale Bodet : Beaubourg : La dernière major. 
Pour le festival Les Nuits Capitales, Tout m'est égal est proposé avec l'accordéoniste de jazz Claude Parle au  Centre Barbara le 17 novembre 2010. 
Une version (inédite) est enregistrée en 2012 avec le trompettiste Jac Berrocal.

## Évolution
Le concert du 29 janvier 2007 : Rose et Noire & The Other Colors au Petit Théâtre du Gymnase à Paris, l'événement annoncé par Bruno Bayon : Une preuve de Moor, marque la transition du projet qui se transforme et devient The Other Colors.